# Eventide
Eventide är Nicolai Dungers andra studioalbum, utgivet 1997 på Atrium Records.

## Låtlista[1]
Där inte annat anges är låtarna skrivna av Nicolai Dunger.
1. "Eufrosyna" - 5:50
2. "Said It Belongs" - 3:42
3. "I Do Declare" - 3:33
4. "Tribute to Nick Drake" - 3:52
5. "Wonderland" - 3:04
6. "Eufrosyna Part II" - 3:17
7. "Winter Girl" - 3:41
8. "Hey Hey Ho" - 2:35
9. "Hardship" - 1:07 (Jonas Nyström)
10. "Beastie Hearts" - 3:12
11. "Eventide" - 4:27
12. "Come & Move" - 5:09
13. "Black Hole Sun" - 5:02 (Chris Cornell)
14. "Soils Fulfilling Breath" - 3:29

## Personal[1]
- Anna Rodell - violin
- Cecilia Zilliacus - violin
- Jim Cage - valthorn
- Johanna Sjunnesson - cello
- Jonas Nyström - orgel, låtarrangemang
- Karin Ebbersten - viola
- Lars Nylin - exekutiv producent
- Manne von Ahn Öberg - producent, inspelning, mastering
- Nicolai Dunger - sång, gitarr
- Per Sjöberg - tuba
- Stephan Jansson - trombon
- Thomas Hultén - trombon